# Taikodom: Despertar
Taikodom: Despertar é um romance de ficção científica escritor por J. M. Beraldo, baseado no MMOSG Taikodom brasileiro produzido pela empresa catarinense Hoplon Infotainment, que conta a saga de Jorge Santiago e Augusto Carrera. Os dois ex-pilotos brasileiros da Força Aeroespacial da União do Centro conseguiram escapar da Terra, durante a Era da Restrição. Despertaram um século e meio depois e se depararam com uma guerra interestelar, em uma sociedade onde são considerados seres inferiores, uma "segunda classe". No livro, os conceitos de família, nação e governo não existem mais. As novas gerações são fabricadas em úteros artificiais e não conseguem viver sem seus implantes neurais. Os dois amigos são obrigados a se adaptar a essa nova realidade e seguir as regras de uma civilização totalmente diferente da qual eles pertenciam. 

## Sinopse
| “ | Quando a Era da Restrição atingiu nosso planeta em janeiro de 2073, só havia uma saída possível: fugir para o espaço. Não foi uma saída fácil. Deixar tudo para trás, nunca é. Tampouco uma saída para a civilização global terrestre como um todo. Apenas uns poucos privilegiados lograram escapar. Santiago e Carrera estavam entre os felizardos. Só que não havia lugar para eles na sociedade espacial que então florescia no Sistema Solar. Por isso, os hierarcas spacers os puseram em animação suspensa. Um século e meio se passou. Então, dá-se o Despertar. Os dois ex-pilotos da União do Centro são enfim "ressuscitados" num futuro hipertecnológico muito diferente do que a Terra que conheceram. A humanidade conquistou as estrelas, extinguiu a miséria, derrotou a morte. Contudo, ao que parece, continua não havendo lugar para Santiago e Carrera, dois membros de uma estirpe malvista de cidadãos de segunda classe, os "ressurrectos" . | ” |

## Ver Também
- Ficção científica do Brasil